# 哈維錫達斯 (新澤西州)
哈維錫達斯（英語：Harvey Cedars）是位於美國新澤西州海洋縣的自治市鎮。

## 人口
根據2020年美國人口普查的數據，哈維錫達斯的面積為3.08平方千米，當中陸地面積為1.45平方千米，而水域面積為1.62平方千米。當地共有人口391人，而人口密度為每平方千米127人。